# Ronde van Italië 2009
De 92e editie van de Ronde van Italië was een wielerronde die plaatsvond tussen 9 mei en 31 mei 2009.
De ronde ging van start met een ploegentijdrit van 20 kilometer in Venetië. De laatste etappe was een individuele tijdrit van 14,4 kilometer in de straten van de Italiaanse hoofdstad Rome. De Russische wielrenner Denis Mensjov van het Nederlandse team Rabobank won de Ronde van Italië 2009 met een voorsprong van 41 seconden op Danilo Di Luca. Omdat Di Luca tweemaal positief testte op Cera en hij daarvoor op 1 februari 2010 voor twee jaar voor werd geschorst, werden zijn resultaten in deze Giro later geschrapt.
De Giro vierde deze editie haar honderdjarig bestaan. Ter ere van deze gelegenheid eindigde de wielerronde voor het eerst sinds 1950 in Rome. Van 1989 tot en met 2008 finishte de Ronde van Italië in Milaan; de jaren daarvoor waren er wisselende aankomstplaatsen. Rondebaas Angelo Zomegnan zei met de keuze voor Rome de toon te willen zetten voor de toekomst. De roze trui voor de leider in het algemeen klassement werd voor deze editie ontworpen door de Italiaanse couturiers Domenico Dolce en Stefano Gabbana.

## Parcours
De Ronde van Italië 2009 begon met een ploegentijdrit van 20 kilometer en eindigde met een individuele tijdrit van 15,3 kilometer. De twaalfde etappe was een lange tijdrit van 61,7 kilometer. Het rittenschema telde verder zes bergetappes. De negentiende rit eindigde op de Vesuvius. In de zesde en zevende etappe werd Oostenrijk aangedaan.

## Startlijst

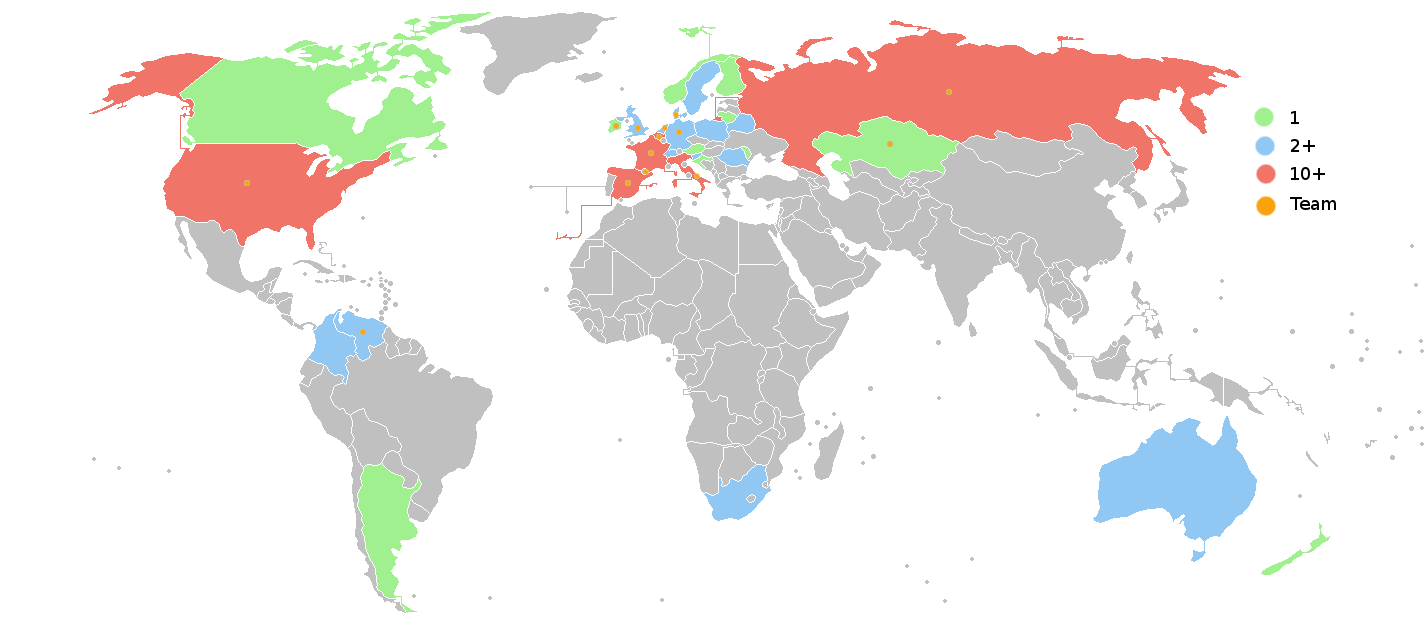
Deelnemers per land.
1 renner
2+ renners
10 of meer renners
Ploeg

Alberto Contador, de winnaar van de Ronde van Italië 2008, ontbrak in deze editie. Lance Armstrong, - nooit eerder deelnemer aan de Giro - vierde in 2009 hier zijn comeback. Ook andere oud-winnaars van grote rondes, te weten Ivan Basso, Danilo Di Luca, Damiano Cunego, Gilberto Simoni, Stefano Garzelli, Denis Mensjov en Carlos Sastre startten in Venetië.

### Deelnemende teams
Veertien van de achttien ProTour teams kregen een uitnodiging van RCS Sport, de organisator van de Ronde van Italië. Team Fuji-Servetto was vooralsnog niet welkom. Verder bedankten twee Franse ploegen (La Française des Jeux en Cofidis) en het Baskische Euskaltel voor de eer. Hierdoor kon de organisatie liefst acht wildcards uitdelen aan ProContinentale teams. Dit werden er uiteindelijk zeven, voor het geval dat Fuji-Servetto van het Hof van Arbitrage voor Sport toestemming zou krijgen om alsnog mee te doen. De afwezigheid van de Spaanse ploeg was dan ook onder voorbehoud.
Op 24 april 2009 kreeg Fuji-Servetto alsnog een uitnodiging van RCS. Dit kostte Ceramica Flaminia met de Italiaanse kampioen Filippo Simeoni de hoop op deelname.
Een volledig overzicht van de deelnemende ploegen met hun kopmannen en/of belangrijkste renners:
- Quick·Step (Davis, Seeldraeyers)
- Silence-Lotto (Gilbert, De Greef)
- Team Saxo Bank (Cancellara, Van Goolen)
- Team Milram (Rohregger)
- AG2R-La Mondiale (Valjavec)
- Bbox Bouygues Télécom (Voeckler)
- Team LPR (Di Luca, Petacchi)
- Acqua & Sapone (Garzelli)
- ISD (Visconti, Grivko)
- Lampre (Cunego, Bruseghin)
- Liquigas (Basso, Pellizotti)

- Astana (Armstrong, Leipheimer)
- Rabobank (Mensjov, Ten Dam)
- Katjoesja (Pozzato)
- Caisse d'Epargne (Arroyo, Rodríguez)
- Fuji-Servetto (Kessiakoff)
- Xacobeo-Galicia (Martínez)
- Diquigiovanni-Androni Giocattoli (Simoni)
- Team Garmin-Slipstream (Vande Velde, Farrar)
- Team Columbia (Cavendish, Lövkvist, Rogers)
- Team Barloworld (Soler)
- Cervélo (Sastre)

## Etappe-overzicht
| Datum  | Etappe  | Start-Finish                          | Afstand | Type                | Winnaar                                                                                               | Ploeg                                                                                                 | Klassementsleider   |
| ------ | ------- | ------------------------------------- | ------- | ------------------- | --- | --- | ------------------- |
| 9 mei  | 1       | Venetië - Venetië                     | 20,5 km | Ploegentijdrit      | Team Columbia (Cavendish, Pinotti, Boasson Hagen, Rogers, Lövkvist, Renshaw, Siwtsow, Possoni, Barry) | Team Columbia (Cavendish, Pinotti, Boasson Hagen, Rogers, Lövkvist, Renshaw, Siwtsow, Possoni, Barry) | Mark Cavendish      |
| 10 mei | 2       | Jesolo - Triëst                       | 156 km  | Vlakke rit          | Alessandro Petacchi                                                                                   | Team LPR                                                                                              | Mark Cavendish      |
| 11 mei | 3       | Grado - Valdobbiadene                 | 198 km  | Vlakke rit          | Alessandro Petacchi                                                                                   | Team LPR                                                                                              | Alessandro Petacchi |
| 12 mei | 4       | Padua - San Martino di Castrozza      | 162 km  | Bergrit             | Danilo Di Luca                                                                                        | Team LPR                                                                                              | Thomas Lövkist      |
| 13 mei | 5       | San Martino di Castrozza - Seiser Alm | 125 km  | Bergrit             | Denis Mensjov                                                                                         | Rabobank                                                                                              | Danilo Di Luca      |
| 14 mei | 6       | Brixen - Mayrhofen                    | 248 km  | Heuvelrit           | Michele Scarponi                                                                                      | Diquigiovanni                                                                                         | Danilo Di Luca      |
| 15 mei | 7       | Innsbruck - Chiavenna                 | 244 km  | Heuvelrit           | Edvald Boasson Hagen                                                                                  | Team Columbia                                                                                         | Danilo Di Luca      |
| 16 mei | 8       | Morbegno - Bergamo                    | 209 km  | Heuvelrit           | Kanstantsin Siwtsow                                                                                   | Team Columbia                                                                                         | Danilo Di Luca      |
| 17 mei | 9       | Milaan - Milaan (Milano Show 100)     | 163 km  | Vlakke rit          | Mark Cavendish                                                                                        | Team Columbia                                                                                         | Danilo Di Luca      |
| 18 mei | Rustdag | Rustdag                               | Rustdag | Rustdag             | Rustdag                                                                                               | Rustdag                                                                                               | Rustdag             |
| 19 mei | 10      | Cuneo - Pinerolo                      | 262 km  | Bergrit             | Danilo Di Luca                                                                                        | Team LPR                                                                                              | Danilo Di Luca      |
| 20 mei | 11      | Turijn - Arenzano                     | 214 km  | Vlakke rit          | Mark Cavendish                                                                                        | Team Columbia                                                                                         | Danilo Di Luca      |
| 21 mei | 12      | Sestri Levante - Riomaggiore          | 60,6 km | Individuele tijdrit | Denis Mensjov                                                                                         | Rabobank                                                                                              | Denis Mensjov       |
| 22 mei | 13      | Lido di Camaiore - Florence           | 176 km  | Vlakke rit          | Mark Cavendish                                                                                        | Team Columbia                                                                                         | Denis Mensjov       |
| 23 mei | 14      | Campi Bisenzio - Bologna (San Luca)   | 172 km  | Bergrit             | Simon Gerrans                                                                                         | Cervélo                                                                                               | Denis Mensjov       |
| 24 mei | 15      | Forli - Faenza                        | 161 km  | Heuvelrit           | Leonardo Bertagnolli                                                                                  | Diquigiovanni                                                                                         | Denis Mensjov       |
| 25 mei | 16      | Pergola - Monte Petrano (Cagli)       | 237 km  | Bergrit             | Carlos Sastre                                                                                         | Cervélo                                                                                               | Denis Mensjov       |
| 26 mei | Rustdag | Rustdag                               | Rustdag | Rustdag             | Rustdag                                                                                               | Rustdag                                                                                               | Rustdag             |
| 27 mei | 17      | Chieti - Blockhaus                    | 77,5 km | Bergrit             | Franco Pellizotti                                                                                     | Liquigas                                                                                              | Denis Mensjov       |
| 28 mei | 18      | Sulmona - Benevento                   | 182 km  | Vlakke rit          | Michele Scarponi                                                                                      | Diquigiovanni                                                                                         | Denis Mensjov       |
| 29 mei | 19      | Avellino - Vesuvius                   | 164 km  | Bergrit             | Carlos Sastre                                                                                         | Cervélo                                                                                               | Denis Mensjov       |
| 30 mei | 20      | Napels - Anagni                       | 203 km  | Vlakke rit          | Philippe Gilbert                                                                                      | Silence-Lotto                                                                                         | Denis Mensjov       |
| 31 mei | 21      | Rome - Rome                           | 14,4 km | Individuele tijdrit | Ignatas Konovalovas                                                                                   | Cervélo                                                                                               | Denis Mensjov       |

## Klassementsleiders na elke etappe
| Etappe | Maglia Rosa (algemeen) | Maglia Ciclamino (punten) | Maglia Verde (berg) | Maglia Bianca (jongeren) | Trofeo Fast Team (ploegen) |
| 1      | Mark Cavendish         | niet uitgereikt           | niet uitgereikt     | Mark Cavendish           | Team Columbia              |
| 2      | Mark Cavendish         | Alessandro Petacchi       | David García        | Mark Cavendish           | Team Columbia              |
| 3      | Alessandro Petacchi    | Alessandro Petacchi       | Mauro Facci         | Tyler Farrar             | Team Columbia              |
| 4      | Thomas Lövkvist        | Alessandro Petacchi       | Danilo Di Luca      | Thomas Lövkvist          | Team Columbia              |
| 5      | Danilo Di Luca         | Alessandro Petacchi       | Danilo Di Luca      | Thomas Lövkvist          | Astana                     |
| 6      | Danilo Di Luca         | Danilo Di Luca            | Danilo Di Luca      | Thomas Lövkvist          | Astana                     |
| 7      | Danilo Di Luca         | Danilo Di Luca            | Danilo Di Luca      | Thomas Lövkvist          | Team Columbia              |
| 8      | Danilo Di Luca         | Danilo Di Luca            | Danilo Di Luca      | Thomas Lövkvist          | Team Columbia              |
| 9      | Danilo Di Luca         | Danilo Di Luca            | Danilo Di Luca      | Thomas Lövkvist          | Team Columbia              |
| 10     | Danilo Di Luca         | Danilo Di Luca            | Stefano Garzelli    | Thomas Lövkvist          | Astana                     |
| 11     | Danilo Di Luca         | Danilo Di Luca            | Stefano Garzelli    | Thomas Lövkvist          | Astana                     |
| 12     | Denis Mensjov          | Danilo Di Luca            | Stefano Garzelli    | Thomas Lövkvist          | Astana                     |
| 13     | Denis Mensjov          | Danilo Di Luca            | Stefano Garzelli    | Thomas Lövkvist          | Astana                     |
| 14     | Denis Mensjov          | Danilo Di Luca            | Stefano Garzelli    | Thomas Lövkvist          | Astana                     |
| 15     | Denis Mensjov          | Danilo Di Luca            | Stefano Garzelli    | Thomas Lövkvist          | Astana                     |
| 16     | Denis Mensjov          | Danilo Di Luca            | Stefano Garzelli    | Kevin Seeldraeyers       | Astana                     |
| 17     | Denis Mensjov          | Danilo Di Luca            | Stefano Garzelli    | Kevin Seeldraeyers       | Astana                     |
| 18     | Denis Mensjov          | Danilo Di Luca            | Stefano Garzelli    | Kevin Seeldraeyers       | Astana                     |
| 19     | Denis Mensjov          | Danilo Di Luca            | Stefano Garzelli    | Kevin Seeldraeyers       | Astana                     |
| 20     | Denis Mensjov          | Danilo Di Luca            | Stefano Garzelli    | Kevin Seeldraeyers       | Astana                     |
| Totaal | Denis Mensjov          | Danilo Di Luca            | Stefano Garzelli    | Kevin Seeldraeyers       | Astana                     |

## Eindklassementen

### Algemeen klassement
| rang | renner             | land             | ploeg              | tijd       |
| ---- | ------------------ | ---------------- | ------------------ | ---------- |
| 1    | Denis Mensjov      | Rusland          | Rabobank           | 86u 03'11" |
| 2    | Danilo Di Luca     | Italië           | LPR                | + 41"      |
| 2    | Franco Pellizotti  | Italië           | Liquigas           | + 1'59"    |
| 2    | Carlos Sastre      | Spanje           | Cervélo            | + 3'46"    |
| 3    | Ivan Basso         | Italië           | Liquigas           | + 3'59"    |
| 4    | Levi Leipheimer    | Verenigde Staten | Astana             | + 5'28"    |
| 5    | Stefano Garzelli   | Italië           | Acqua & Sapone     | + 8'43"    |
| 6    | Michael Rogers     | Australië        | Team Columbia      | + 10'01"   |
| 7    | Tadej Valjavec     | Slovenië         | AG2R-La Mondiale   | + 11'13"   |
| 8    | Marzio Bruseghin   | Italië           | Lampre             | + 11'28"   |
| 9    | José Serpa         | Colombia         | Androni Giocattoli | + 16'11"   |
| 10   | Kevin Seeldraeyers | België           | Quick Step         | + 16'15"   |

#### Laatste in het algemeen klassement
| 169 | Jevgeni Sokolov | Rusland | Bbox Bouygues Télécom | + 4u 59'11" |

### Puntenklassement
| rang | renner              | land    | ploeg          | punten |
| ---- | ------------------- | ------- | -------------- | ------ |
| 1    | Danilo Di Luca      | Italië  | LPR            | 170    |
| 1    | Denis Mensjov       | Rusland | Rabobank       | 144    |
| 2    | Franco Pellizotti   | Italië  | Liquigas       | 133    |
| 2    | Stefano Garzelli    | Italië  | Acqua & Sapone | 133    |
| 3    | Alessandro Petacchi | Italië  | Team LPR       | 104    |

### Bergklassement
| rang | renner           | land     | ploeg          | punten |
| ---- | ---------------- | -------- | -------------- | ------ |
| 1    | Stefano Garzelli | Italië   | Acqua & Sapone | 61     |
| 2    | Danilo Di Luca   | Italië   | LPR            | 45     |
| 2    | Denis Mensjov    | Rusland  | Rabobank       | 41     |
| 3    | Andrij Hryvko    | Oekraïne | ISD            | 40     |

### Jongerenklassement
| rang | renner                | land   | ploeg          | tijd       |
| ---- | --------------------- | ------ | -------------- | ---------- |
| 1    | Kevin Seeldraeyers    | België | Quick·Step     | 86u 19'26" |
| 2    | Francesco Masciarelli | Italië | Acqua & Sapone | + 2'55"    |
| 3    | Francis De Greef      | België | Silence-Lotto  | + 17'03"   |

### Ploegenklassement
| rang | ploeg                            | land             | tijd        |
| ---- | -------------------------------- | ---------------- | ----------- |
| 1    | Astana                           | Kazachstan       | 257u 48'40" |
| 2    | Team Columbia                    | Verenigde Staten | + 24'15"    |
| 3    | Diquigiovanni-Androni Giocattoli | Venezuela        | + 27'17"    |